# John Pearson
John Pearson   (Epsom, 5 d'octubre de 1930 - Hampshire, 13 de novembre de 2021) va ser un escriptor britànic.

## Biografia
Periodista, John Pearson esdevé assistent d'Ian Fleming i després el seu amic. Ajuda al creador de James Bond en la seva obra literària i participa en la correcció d'alguns dels seus manuscrits. El 1962, abandona el periodisme per dedicar-se totalment a la professió d'escriptor. Està especialitzat en biografies. El 1966 va escriure una biografia molt completa de la vida d'Ian Lancaster Fleming. En 1972, va escriure una biografia dels bessons Reggie i Ronnie Kray, gangsters londinencs, La professió de la violència - L'ascens i la caiguda dels bessons Kray. En 1973, Glidrose Publications li va demanar de publicar una biografia imaginària de James Bond (James Bond: The Authorized Biography Of 007). Més tard, el 1978, va editar Façades, una biografia de la família Sitwell (Edith, Osbert i Sacheverell).
També és guionista de televisió.